# かげふみさん
『かげふみさん』は、小路啓之による日本の漫画作品。『Webコミック幻蔵』（幻冬舎コミックス）において2007年5月号から2009年2月号まで連載。尾行対象の影を踏めるほど近付いても気付かれない特殊能力の持ち主、通称「かげふみさん」を主人公に、暗殺ビジネスにまつわるドラマを描いた作品。読者は主にめぐみの視点で、対象人物が命を狙われる理由に肉薄していく。人の命を対象にしながらも決して過度に重苦しくはならず、スピーディな展開、洒落の効いた軽妙な会話、レトロながらどこか未来的なファッションや町並み、それぞれにこだわりを持ったどこか異常な対象者・依頼者・殺し屋などが作品を多彩に飾る。エピソードごとの扉絵ではめぐみのが手でタイトルの動物の影絵を作っている。

## ストーリー
めぐみのメグは存在感が極端に希薄であるという能力の持ち主で、ひとたび群衆に紛れると個体識別がほぼ不可能になる。その才能を生かしてめぐみのは殺し屋からの依頼を受け、対象の人物に張り付いて行動を調査する仕事を請け負っている。ただしめぐみのには物事に関心を持つと、その理由や結末を知って納得するまで鼻血が止まらなくなるという強迫観念の持ち主でもあり、尾行対象の人となりを解き明かすことにたびたび没頭することになる。

## 登場人物
めぐみのメグ
「かげふみさん」と呼ばれる尾行のプロフェッショナル。小柄な体に短い金髪、ショートパンツ&カエルがモチーフの靴がトレードマーク。尾行対象の目の前に立ってもその存在に気付かれないという能力の持ち主。ただし存在を信じて意識を集中すれば見破れる事もあり、また物理的に消えているわけではないので監視カメラ等には姿が映る。調査対象者の情報を殺し屋に渡すことを仕事にしている。何かが気になり始めると、納得するまで不安で鼻血が止まらなくなるという強迫観念に悩まされている。姿が見えない為、アパート等の契約がままならず、ホテルで暮らしている（幽霊扱いされているが）。
がじゅ丸（がじゅまる）
名刺での綴りは「我呪丸」。行動心理学を研究している明和大の院生。毎朝一回、道具でする人。眉がない上に色付きメガネで悪目立ちするため尾行調査には不向きで、メグに協力を要請する。その代わりに彼氏を見つけてあげる約束をしている。調査対象の一見不可思議な行動をそれらしく説明する事がある（メグは“師匠”と呼んでいる）。しかし、がじゅ丸が必ずしも真実を言い当てているとは限らない。“普通の人間”を探しているようだ。
一発屋カン太（いっぱつや カンた）
スナイパー。標的を絶対に外さないという自負から、弾を1発しか持たない。
華の子のルソルソ（はなのこの ルソルソ）
毒の花を相手に突き立てる殺し屋。普段は花売り娘として生活している。メグ曰く『耳にエロ垢が溜まっている』。父親であるカイザーセゾに殺害される。月に一回、道具を使わないでする派。
名前の元ネタは花の子ルンルン。
キリコ（漢字では“切離子”）
四十七の刃物を武器とする殺し屋で、「元」虎の会会員。メグと同じく“かげふみさん”であるが、なぜかメグ以外には半透明に見える。幼少期、アナーキーな母親のもとで育つ。父親は既に死んでいるらしい。ペッツの入れ物を「ぴえぴえ」と呼んで会話していた。単なるメルヘンだと思いきや、実際は「かげふみ」のぴえぴえパパが影で喋っていた。以降の経歴は判然としないが、ひょんなことでがじゅ丸らと知り合い、何故かがじゅ丸を気に入る。
カイザーセゾ
虎の会会員。伝説的な殺し屋。出で立ちはどこにでもいるサラリーマン風のおっさんだが、その実は冷徹なキリングマシーン。殺す寸前に、相手から「最後に言い残す言葉」を聞き、それを録音するのが慣例。ルソルソの実の父親だが、その彼女すらも躊躇いなく殺害している。がじゅ丸の見立てでは、「人間嫌いな孤独な人」らしい。武器は銃など。再来年には五十路になる。口臭を気にしている。
名前の元ネタはユージュアル・サスペクツのカイザーソゼ。
首切り三瓶
虎の会会員で、名前の通り首切りを得意とする殺し屋（ただし、動いている相手に対しては“白帯”の腕前らしい）。よく漢字を間違えている（『飛んで火に入る夏の蒸し』等）。意外に繊細で真面目な性格でもある。メグに好意を抱いている。
名前の元ネタは釣りキチ三平。
クラッシャージョウ
虎の会の会員。車両事故専門の殺し屋。事故偽装などで相手を殺す。ただ本人曰く、「ジャーマン（ドイツ車）はやる気がしない」。第一話で初めて登場した殺し屋。タートルネックを着て音楽プレイヤーを首に下げている。がじゅ丸曰く「まるっきりホネカワくん」。
名前の元ネタはクラッシャージョウ。
こおろぎ'73
虎の会の会員。キャップを目深に被り、つなぎ服を着ている。探し物のプロ。人探しから自分探しまで探せないものはない。対象の髪の毛や血など、わずかな「人のカケラ」を舐めることで対象の足跡を見ることができる、という能力を持つ。また四十八のプチ拷問なる拷問術を扱う。
ぴえぴえパパ
メグの前に現れた“かげふみさん”。「君に救える命は一つも無い」と言い残して車道に飛び出して死亡。第1話末で登場し、メグの存在を認識していた。その真意は最後まで不明。
トラ（虎）のババ
メグ達が属する殺し屋集団“虎の会”の元締め。名前の通り阪神タイガースのファンである。結果が良ければ全てOKという考えの人物。キリコやぴえぴえパパの存在を以前から知っていた様子である。仕事に関しては非常にシビア。物事をよく野球用語に例える。

## 書誌情報
- 1巻 2007年9月24日発行（9月22日発売） ISBN 978-4-344-81085-3 帯の推薦文とめぐみののイラストは富沢ひとしによる。

## 甘い運命
1巻巻末に収録された短編。『幻蔵』2007年3月号と4月号に掲載された。

### 物語
テテは女性警察官。刑事のオーゴシに求愛されているが、テテはすげなくあしらっている。テテの本命は学生のとき自分の家に入った空き巣であり、本当なら1000兆分の1の確率でしか存在しえない、自分と同じ指紋の持ち主である。それを探すためにテテは警察官になったのだ。そしてとうとう見つかった運命の男性は別件ですでに投獄されていた。テテはオーゴシの協力を得てその男性の脱獄を計画する。